# Eduard Hoffmann-Krayer

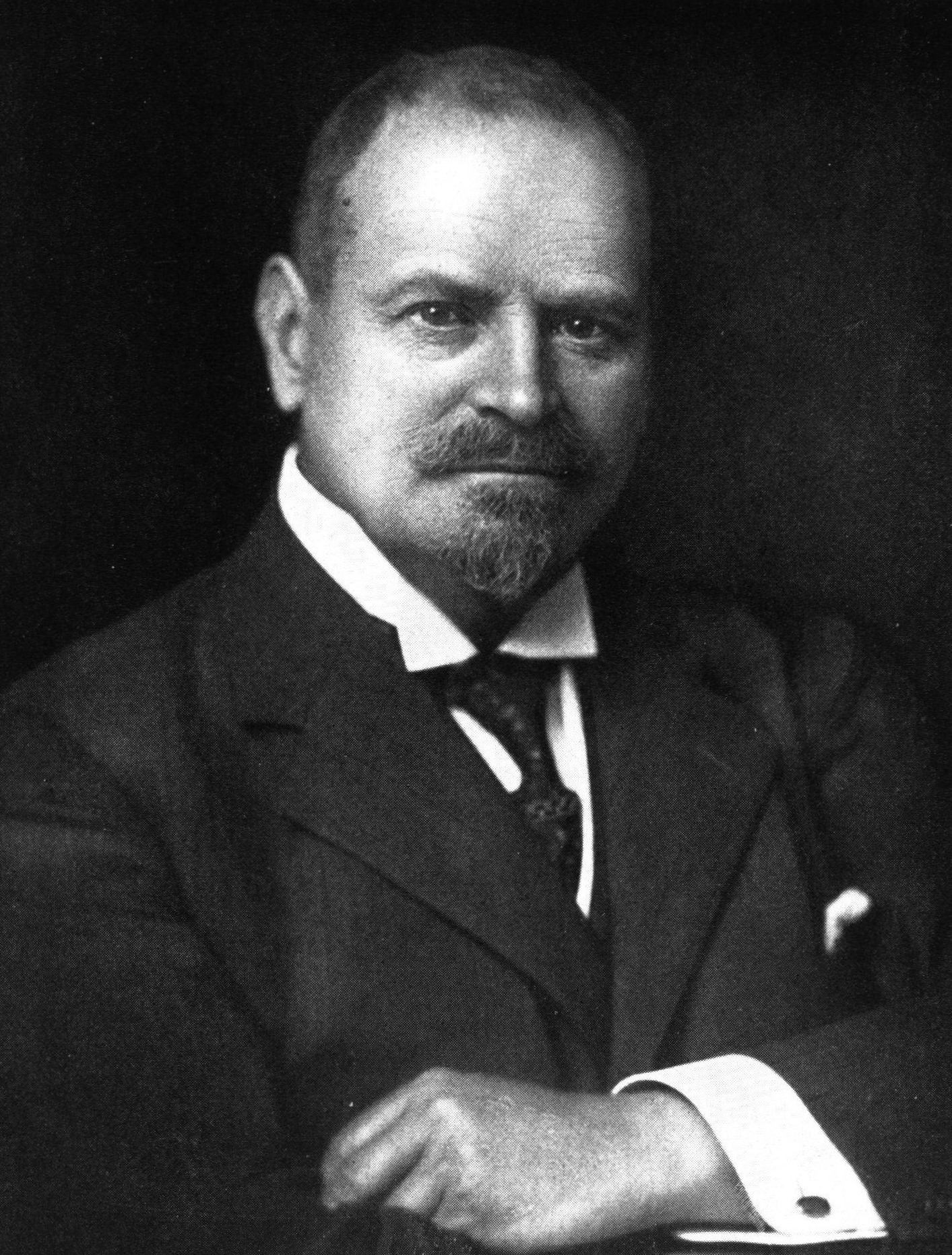
Porträt von Eduard Hoffman-Krayer aus 1934, Schweizerischen Archiv für Volkskunde Band XXXIII (1934) Heft 3/4.

Eduard Hoffmann-Krayer (* 5. Dezember 1864 in Basel; † 28. November 1936 ebenda) war ein Schweizer Volkskundler und germanistischer Mediävist. Er gilt als «Vater der schweizerischen Volkskunde».

## Leben und Werk

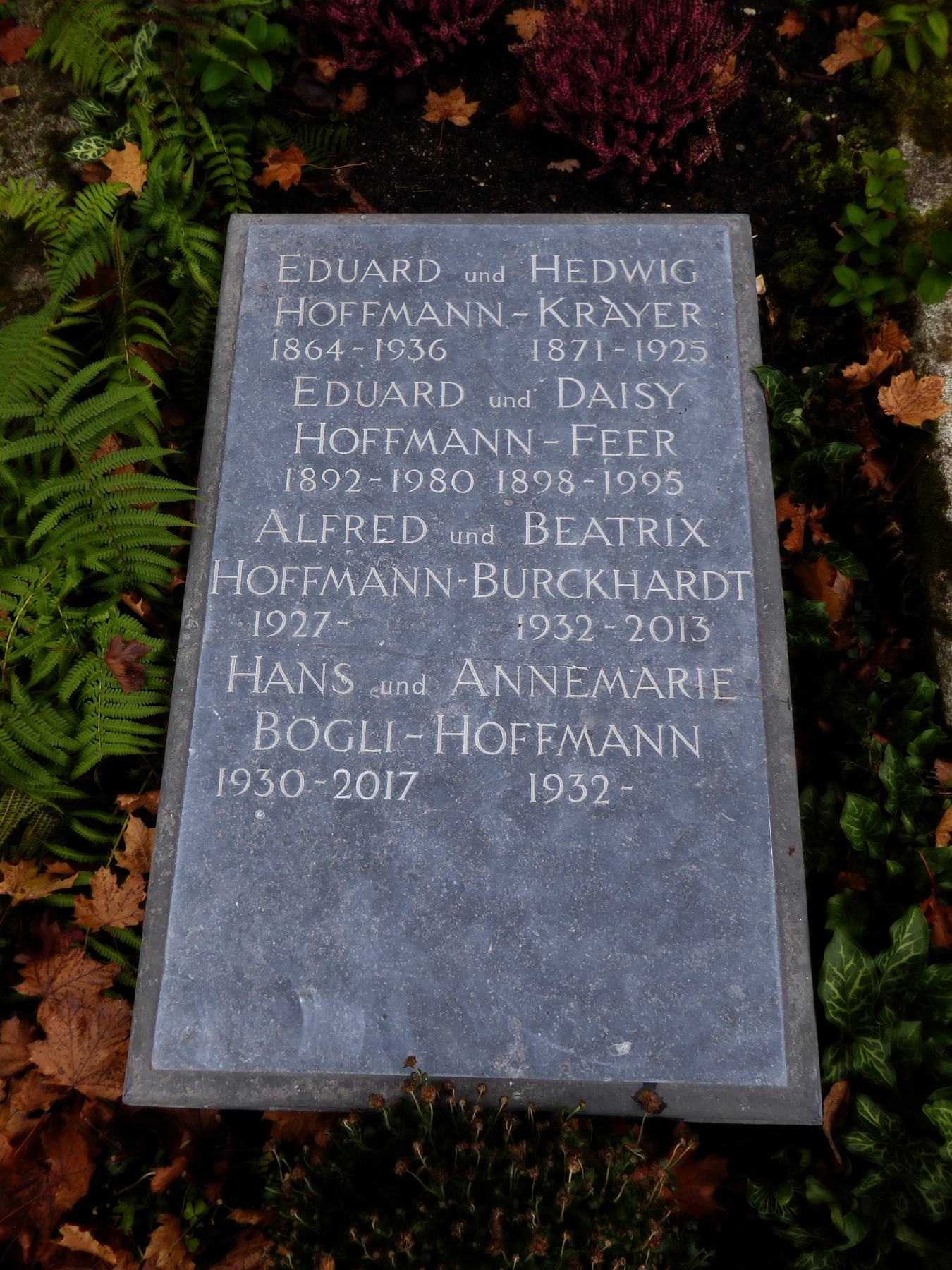
Grab auf dem Wolfgottesacker, Basel

Eduard Hoffmann, Sohn eines Textilfabrikanten, studierte entgegen der Familientradition Philologie in Basel, wo Otto Behaghel sein Mentor wurde, Freiburg im Breisgau, Leipzig und Berlin. 1890 promovierte er an der Universität Basel in den Fächern Deutsch, Französisch und vergleichende Sprachwissenschaften; Thema seiner Dissertation war das Baseldeutsche. 1891 habilitierte er sich an der Universität Zürich.
Von 1896 bis 1899 war er Redaktor am Schweizerischen Idiotikon in Zürich, wo Friedrich Staub und Ludwig Tobler Sprachwissenschaft und Volkskunde eng verbunden hatten, was seine künftige Forschungsrichtung mitbestimmte.
1900 wurde Hoffmann ausserordentlicher Professor für Phonetik, schweizerische Mundarten und Volkskunde an der Universität Basel. 1909–1936 bekleidete er hier die ordentliche Professur für Germanistische Philologie. 1896 initiierte Hoffmann die Schweizerische Gesellschaft für Volkskunde und redigierte die beiden Zeitschriften Schweizerisches Archiv für Volkskunde (ab 1897) und Schweizer Volkskunde (ab 1911) bis zu seinem Tod. Von 1919 bis 1935 amtete er als Präsident der Basler Hebelstiftung.
Hoffmann-Krayer verfasste wichtige Arbeiten zur historischen Volkskunde; mit dem Aufsatz Die Volkskunde als Wissenschaft (1902) erlangte er auch international Beachtung. Seine volkskundliche Bibliothek bildete den Grundstock des Schweizerischen Archivs für Volkskunde in Basel, und seine Sammlungen dienten dem Ausbau des Schweizerischen Museums für Volkskunde im Basler Völkerkundemuseum, dem heutigen Museum der Kulturen Basel.
Hoffmann war mit Hedwig Krayer (1871–1925), Schwester von Max Krayer, verheiratet. Ihr gemeinsamer Sohn war der Unternehmer Eduard Hoffmann. Seine letzte Ruhestätte fand er auf dem Wolfgottesacker in Basel.

## Denken
Hoffmann-Krayer war gegen den allgemeinen Begriff der anonymen «Volksseele» und nahm mit dieser antiromantischen Haltung eine damals provozierende Position ein. Seine bekannteste Theorie ist die des vulgus in populo. Laut Hoffmann-Krayer besteht «Volk» aus zwei Anteilen: «populus» (politisch-national) und «vulgus» (sozial-zivilisatorisch). Er betonte, dass sich die Volkskunde nicht auf das gesamte nationale Leben, sondern nur auf dasjenige, was dem vulgus in populo angehöre, konzentrieren solle.
Damit widersprach er Hans Naumanns Theorie vom «gesunkenen Kulturgut» und von der «primitiven Gemeinschaftskultur», einer Zweischichtentheorie, welche davon ausgeht, dass wesentliche Erscheinungsformen kulturellen Lebens stets von der Oberschicht geschaffen und von der Unterschicht lediglich übernommen würden. Im Gegensatz dazu sah Hoffmann-Krayer Gesellschaften differenzierter organisiert als eine blosse Bewegung in der Sozialstruktur von oben nach unten und betonte die Bedeutung des Einflusses von Individuen bei der Verbreitung von Kultur.

## Schriften (Auswahl)
- Der mundartliche Vokalismus von Basel-Stadt in seinen Grundzügen dargestellt. Adolf Geering’s, Basel 1890. [Dissertation.]
- Feste und Bräuche des Schweizervolkes. Schultheß, Zürich 1913.
  - Neubearbeitung durch Paul Geiger: Atlantis, Zürich 1940; Reprint: Olms, Heidelberg 1992, ISBN 3-283-00249-5.
- Geschichte des deutschen Stils in Einzelbildern. Quelle & Meyer, Leipzig 1926.
- Kleine Schriften zur Volkskunde. Mit einem Lebensbild hrsg. v. Paul Geiger. Krebs, Basel 1946.

Hoffmann-Krayer wirkte auch am Handwörterbuch des deutschen Aberglaubens (1927–1941) mit, das sein Schüler Hanns Bächtold-Stäubli herausgab.